# Luigi della Noce
Luigi Della Noce (Rovescala, 28 agosto 1808 – Bitonto, 10 agosto 1885) è stato un lessicografo, latinista e politico italiano, autore di un Vocabolario Latino-Italiano e deputato del Regno di Sardegna.

## Biografia
Nato a Rovescala il 28 agosto 1808, letterato e lessicologo, studiò a Piacenza e a Roma dove si laureò in teologia. Entrò nell'Ordine dei canonici lateranensi e nel 1829 fu inviato a Bitonto per dirigere il Collegio di Santa Teresa. 
Nel 1849 fu eletto deputato del Regno di Sardegna, per il collegio di Pianello.
A Torino nel 1856 pubblicò con Federico Torre il Vocabolario latino-italiano. Un vocabolario moderno, dedicato agli studenti, in cui, nella parte latino-italiano di ciascun vocabolo venivano numerati, quando necessari, i diversi significati con relative frasi (non moltissime, rispetto ai moderni vocabolari, ma tutte tradotte). Il vocabolario riscosse ampio consenso per oltre cinquanta anni e venne sostituito, nel 1911, dal Campanini-Carboni, dello stesso editore.
Tornato a Bitonto, vi diresse il Ginnasio-Liceo fino a quando morì nella frazione di Palombaio il 10 agosto 1885.

## Opere
- Luigi della Noce e Federico Torre, Vocabolario latino-italiano: compilato ad uso delle scuole, Torino, G. Favale e comp., 1856.
- Luigi della Noce, Iscrizioni, Bitonto, Tipografia Nicola Garofalo, 1888.
- Luigi della Noce, Orazioni sacre, Bitonto, Tipografia Nicola Garofalo, 1898.